# Masahiro Sukigara
Masahiro Sukigara (鋤柄 昌宏 Sukigara Masahiro?), född 2 april 1966, är en japansk tidigare fotbollsspelare.
I december 1988 blev han uttagen i japans trupp till Asiatiska mästerskapet i fotboll 1988.